# Leonie Klinke
Leonie Klinke (* 29. September 1997 in Heidelberg) ist eine deutsche Volleyball- und Beachvolleyballspielerin.

## Karriere Halle
Klinke kam durch ihre Mutter, die eine Volleyball-AG an der Friedrich-Ebert-Grundschule in Heidelberg leitete, zum Volleyball und begann ihre Karriere beim Heidelberger TV. Danach spielte sie bei der VSG Mannheim-Käfertal und beim SV Karlsruhe-Beiertheim. 2012 wechselte die Universalspielerin zum Bundesstützpunkt MTV Stuttgart, mit dem sie in der 3. Liga Süd antrat und auch in der 2. Bundesliga zum Einsatz kam.

## Karriere Beach
Klinke wurde vom Landestrainer Jörg Ahmann für den Beach-Kader gesichtet. Sie  gewann von 2013 bis 2016 mit Annie Cesar nacheinander die deutschen Beachvolleyball-Meisterschaften der U17 bis U20. 2014 wurde sie an der Seite von Lena Ottens im norwegischen Kristiansand U18-Europameisterin. Einen weiteren internationalen Auftritt hatte sie 2015 bei der U20-EM in Paralimni, wo sie mit Leonie Welsch den neunten Rang belegte. Von 2014 bis 2017 war Elena Kiesling ihre Standardpartnerin auf der nationalen Smart Beach Tour. Sie erreichten einige fünfte und neunte Plätze bei den Supercups. 2016 erreichten Kiesling/Klinke den 13. Platz bei der deutschen Meisterschaft in Timmendorfer Strand.
Mit Lisa-Sophie Kotzan wurde Klinke im Juni 2017 Fünfte der U22-EM in Baden. Klinke/Kotzan bildeten von 2018 bis 2019 ein festes Duo. Auf der FIVB World Tour gelangen ihnen 2018 unter anderem drei fünfte Plätze bei Ein-Stern-Turnieren. Bei der nationalen Techniker Beach Tour 2018 wurden sie Neunte in Düsseldorf sowie jeweils Fünfte in Nürnberg, Sankt Peter-Ording und Zinnowitz. Damit qualifizierten sie sich für die deutsche Meisterschaft, bei der sie in der Gruppenphase ausschieden. Anfang 2019 spielte Klinke zwei Turniere der World Tour mit Ottens und im Sommer ein Ein-Stern-Turnier mit Kotzan. Auf der Techniker Beach Tour 2019 wurden Klinke/Kotzan bei allen Turnierteilnahmen mindestens Fünfte. In Kühlungsborn unterlagen sie erst im Finale gegen Behrens/Tillmann. Bei der deutschen Meisterschaft mussten sie sich im Viertelfinale Kozuch/Ludwig geschlagen geben und wurden Fünfte.
2020 spielten Klinke/Ottens auf der World Tour das Zwei-Sterne-Turnier in Siem Reap und wurden Fünfte beim Ein-Stern-Turnier in Pulau Langkawi. In der Beach-Liga belegten sie den sechsten Platz. Bei der Comdirect Beach Tour 2020 sicherten sie sich gleich beim ersten Turnier in Düsseldorf die Qualifikation für die deutsche Meisterschaft. Daher konnten sie anschließend an den Top-Teams-Turnieren in Düsseldorf teilnehmen, wo sie einmal das Viertelfinale erreichten und einmal in der Gruppenphase ausschieden. Bei der deutschen Meisterschaft konnte Klinke wegen Knieproblemen nicht antreten.
Im Januar/Februar 2021 spielte Klinke mit der Slowenin Tjaša Kotnik bei der ersten Ausgabe der German Beach Trophy. Als Gruppenzweite der Hauptrunde erreichten sie direkt das Halbfinale, das sie gegen Aulenbrock/Ferger verloren. Auch 2021 und 2022 spielte Klinke mit Ottens auf der German Beach Tour und belegte bie den deutschen Meisterschaften 2021 Platz neun und 2022 Platz dreizehn.
Nach einer Spielpause 2023 spielte Klinke 2024 an der Seite der Potsdamerin Elea Beutel, mit der sie bei der deutschen Meisterschaft den siebten Platz erreichte.